# Sarcopteryx squamosa
Sarcopteryx squamosa är en kinesträdsväxtart som beskrevs av Ludwig Radlkofer. Sarcopteryx squamosa ingår i släktet Sarcopteryx och familjen kinesträdsväxter. Inga underarter finns listade i Catalogue of Life.